# Celaenochrous sinensis
Celaenochrous sinensis är en skalbaggsart som beskrevs av Kuijten 1984. Celaenochrous sinensis ingår i släktet Celaenochrous och familjen Hybosoridae. Inga underarter finns listade.